# Bülent Tüfenkci

Bülent Tüfenkci (2015)

Bülent Tüfenkci (* 26. April 1966  in Yeşilyurt) ist ein türkischer Politiker der Adalet ve Kalkınma Partisi (AKP). Von November 2015 bis Juli 2018 war er Minister für Zoll und Handel der Türkei. Vielfach wird die Schreibung „Tüfenkçi“ verwendet.

## Werdegang
Mittelschule und Gymnasium absolvierte Tüfenkci am İmam-Hatip-Gymnasium seiner Heimatstadt Yeşilyurt. Tüfenkci studierte Rechtswissenschaften an der Universität Ankara und schloss das Studium mit einem Master ab. Anschließend praktizierte Tüfenkci als Anwalt in der Hauptstadt seiner Heimatprovinz Malatya. Im Jahr 2001 nahm er an der Gründung der AKP in Malatya teil und war von 2011 bis 2015 Vorsitzender der AKP in der Provinz Malatya. Bei den Parlamentswahlen im Juni 2015 und im November 2015 wurde Tüfenkci als Abgeordneter in die Große Nationalversammlung der Türkei gewählt. Ab November 2015 war Tüfenkci Minister für Zoll und Handel. Auch nach dem Wechsel im Ministerpräsidentenamt blieb er Minister im Kabinett Yıldırım.
Tüfenkci ist verheiratet und hat zwei Kinder.

## Aussagen Tüfenkcis
Bülent Tüfenkci erklärte während des parteiinternen Kandidaturverfahrens für die Aufstellung der Abgeordneten der AKP im März 2015, dass insbesondere die jüdische Lobby und die Zinslobby mit Hilfe des Dollars versuchten, die Türkei zur Raison zu bringen.
Nach dem Putschversuch in der Türkei 2016 erklärte Tüfenkci, dass es etwa 8.000 Firmen in der Türkei gebe, die die Terrororganisation FETÖ finanziell unterstützten oder von denen man annehme, dass sie es täten. Diese Firmen werde man untersuchen.